# Чемпіонат України з футболу 2000—2001: вища ліга (склади команд)
У складах клубів подано гравців, які провели щонайменше 1 гру в вищій лізі сезону 2000/01. Прізвища, імена та по батькові футболістів подані згідно з офіційним сайтом ФФУ.

## «Ворскла» (Полтава)
Головні тренери: Анатолій Коньков (7 матчів), Сергій Морозов (18 матчів), Сергій Собецький (1 матч)
| №            | Футболіст                       | Дата народження   | Країна   | Ігри     | Голи     |
| Воротарі     | Воротарі                        | Воротарі          | Воротарі | Воротарі | Воротарі |
| ------------ | ------------------------------- | ----------------- | -------- | -------- | -------- |
|              | Богодєлов Вячеслав Павлович     | 7 жовтня 1969     | Україна  | 4        | 4п       |
|              | Долганський Сергій Миколайович  | 15 вересня 1974   | Україна  | 13       | 11п      |
|              | Ковтун Андрій Олександрович     | 28 лютого 1968    | Україна  | 9        | 11п      |
|              | Круц Олексій Анатолійович       | 1 лютого 1976     | Латвія   | 2        | 3п       |
| Захисники    |                                 |                   |          |          |          |
|              | Баланчук Сергій Олександрович   | 31 березня 1975   | Україна  | 20       | 0        |
|              | Головко Олександр Миколайович   | 20 лютого 1973    | Україна  | 12       | 0        |
|              | Доценко Віктор Петрович         | 10 грудня 1975    | Україна  | 24       | 0        |
|              | Леженцев Сергій Борисович       | 4 серпня 1971     | Україна  | 1        | 0        |
|              | Мачоган Ігор Петрович           | 3 березня 1970    | Україна  | 19       | 0        |
|              | Медведєв Геннадій Миколайович   | 7 лютого 1975     | Україна  | 13       | 0        |
|              | Микитін Володимир Богданович    | 28 квітня 1970    | Україна  | 7        | 0        |
|              | Першин Олександр Валентинович   | 23 червня 1977    | Україна  | 23       | 0        |
|              | Черняк Сергій Володимирович     | 25 жовтня 1978    | Україна  | 8        | 0        |
| Півзахисники |                                 |                   |          |          |          |
|              | Гончар Олександр Борисович      | 25 лютого 1980    | Україна  | 12       | 2        |
|              | Городчанін Віталій Анатолійович | 31 серпня 1980    | Україна  | 2        | 0        |
|              | Гузенко Андрій Леонідович       | 19 лютого 1973    | Україна  | 21       | 0        |
|              | Гурка Михайло Петрович          | 21 листопада 1975 | Україна  | 4        | 0        |
|              | Зотов Олександр Сергійович      | 23 лютого 1975    | Україна  | 12       | 2        |
|              | Кобзар Віталій Юрійович         | 9 травня 1972     | Україна  | 25       | 1        |
|              | Костюк Ігор Володимирович       | 14 вересня 1975   | Україна  | 9        | 0        |
|              | Онопко Сергій Савелійович       | 26 жовтня 1973    | Україна  | 23       | 3        |
|              | Омельчук Олександр Макарович    | 22 вересня 1970   | Україна  | 25       | 4        |
|              | Орбу Геннадій Григорович        | 23 липня 1970     | Україна  | 3        | 1        |
|              | Пшеничних Сергій Миколайович    | 19 листопада 1981 | Україна  | 5        | 0        |
|              | Скоропад Павло Васильович       | 21 липня 1979     | Україна  | 1        | 0        |
|              | Целих Юрій Миколайович          | 18 квітня 1979    | Україна  | 3        | 0        |
| Нападники    |                                 |                   |          |          |          |
|              | Бессараб Олександр Миколайович  | 13 вересня 1978   | Україна  | 13       | 1        |
|              | Кондратюк Петро Петрович        | 21 квітня 1979    | Україна  | 11       | 0        |
|              | Мазяр Володимир Іванович        | 28 вересня 1977   | Україна  | 10       | 0        |
|              | Мелащенко Олександр Петрович    | 13 грудня 1978    | Україна  | 13       | 2        |
|              | Мусолітін Володимир Миколайович | 11 березня 1973   | Україна  | 10       | 1        |

## «Динамо» (Київ)
Головний тренер: Валерій Лобановський
| №            | Футболіст                           | Дата народження | Країна               | Ігри     | Голи     |
| Воротарі     | Воротарі                            | Воротарі        | Воротарі             | Воротарі | Воротарі |
| ------------ | ----------------------------------- | --------------- | -------------------- | -------- | -------- |
|              | Близнюк Ілля Владиславович          | 28 липня 1973   | Україна              | 2        | 3п       |
|              | Кернозенко Вячеслав Сергійович      | 4 червня 1976   | Україна              | 5        | 5п       |
|              | Шовковський Олександр Володимирович | 2 січня 1975    | Україна              | 19       | 9п       |
| Захисники    |                                     |                 |                      |          |          |
|              | Боднар Ласло                        | 25 лютого 1979  | Угорщина             | 19       | 1        |
|              | Ващук Владислав Вікторович          | 2 січня 1975    | Україна              | 21       | 0        |
|              | Гавранчіч Горан                     | 2 серпня 1978   | Сербія та Чорногорія | 6        | 1        |
|              | Герасименко Олексій Петрович        | 17 лютого 1970  | Росія                | 6        | 0        |
|              | Головко Олександр Борисович         | 6 січня 1972    | Україна              | 25       | 1        |
|              | Дмитрулін Юрій Михайлович           | 10 лютого 1975  | Україна              | 23       | 0        |
|              | Несмачний Андрій Миколайович        | 28 лютого 1979  | Україна              | 25       | 3        |
|              | Каладзе Каха Карлович               | 27 лютого 1978  | Грузія               | 8        | 0        |
|              | Федоров Сергій Владиславович        | 18 лютого 1975  | Україна              | 7        | 0        |
| Півзахисники |                                     |                 |                      |          |          |
|              | Бялькевіч Валянцін Мікалаєвіч       | 27 січня 1973   | Білорусь             | 23       | 7        |
|              | Гусін Андрій Леонідович             | 11 грудня 1972  | Україна              | 9        | 1        |
|              | Кардаш Василь Ярославович           | 14 січня 1973   | Україна              | 4        | 0        |
|              | Косовський Віталій Владиславович    | 11 серпня 1973  | Україна              | 1        | 0        |
|              | Лисицький Віталій Сергійович        | 16 квітня 1982  | Україна              | 6        | 2        |
|              | Михайленко Дмитро Станіславович     | 13 липня 1973   | Україна              | 5        | 0        |
|              | Мороз Геннадій Григорович           | 27 березня 1975 | Україна              | 9        | 3        |
|              | Пеєв Георгі Іванов                  | 11 березня 1979 | Болгарія             | 13       | 1        |
|              | Хацкевіч Аляксандр Мікалаєвіч       | 19 жовтня 1973  | Білорусь             | 19       | 4        |
|              | Чернат Флорін Лучіан                | 10 травня 1980  | Румунія              | 13       | 5        |
|              | Яшкін Артем Олександрович           | 29 квітня 1975  | Україна              | 23       | 7        |
| Нападники    |                                     |                 |                      |          |          |
|              | Венглінський Олег Миколайович       | 21 березня 1978 | Україна              | 1        | 0        |
|              | Деметрадзе Георге                   | 26 вересня 1976 | Грузія               | 12       | 8        |
|              | Кузьмічов Володимир Володимирович   | 28 липня 1979   | Росія                | 11       | 2        |
|              | Мелащенко Олександр Петрович        | 13 грудня 1978  | Україна              | 13       | 8        |
|              | Серебренніков Сергій Олександрович  | 1 вересня 1976  | Україна              | 7        | 0        |
|              | Шацьких Максим Олександрович        | 30 серпня 1978  | Узбекистан           | 14       | 3        |

## «Дніпро» (Дніпропетровськ)
Головний тренер: Микола Федоренко
| №            | Футболіст                           | Дата народження   | Країна   | Ігри     | Голи     |
| Воротарі     | Воротарі                            | Воротарі          | Воротарі | Воротарі | Воротарі |
| ------------ | ----------------------------------- | ----------------- | -------- | -------- | -------- |
|              | Медін Микола Олександрович          | 4 травня 1972     | Україна  | 26       | 18п      |
| Захисники    |                                     |                   |          |          |          |
|              | Геращенко Володимир Васильович      | 27 квітня 1968    | Україна  | 23       | 5        |
|              | Грицай Олександр Анатолійович       | 30 вересня 1977   | Україна  | 20       | 0        |
|              | Єзерський Володимир Іванович        | 15 листопада 1976 | Україна  | 12       | 3        |
|              | Задорожний Сергій Михайлович        | 20 лютого 1976    | Україна  | 24       | 1        |
|              | Козар Геннадій Васильович           | 23 вересня 1971   | Україна  | 4        | 0        |
|              | Матюхін Сергій Володимирович        | 21 березня 1980   | Україна  | 7        | 0        |
|              | Поклонський Олександр Володимирович | 22 січня 1975     | Україна  | 24       | 1        |
|              | Шершун Богдан Миколайович           | 14 травня 1981    | Україна  | 7        | 0        |
| Півзахисники |                                     |                   |          |          |          |
|              | Бєліков Віталій Петрович            | 9 березня 1979    | Україна  | 4        | 0        |
|              | Валяєв Сергій Валентинович          | 16 вересня 1978   | Україна  | 21       | 3        |
|              | Зубков Владислав Вікторович         | 8 квітня 1971     | Україна  | 13       | 0        |
|              | Зубченко Андрій Володимирович       | 15 березня 1977   | Україна  | 25       | 2        |
|              | Коновалов Сергій Борисович          | 1 березня 1972    | Україна  | 4        | 0        |
|              | Косілов Сергій Сергійович           | 11 липня 1979     | Росія    | 13       | 0        |
|              | Максимюк Роман Васильович           | 14 червня 1974    | Україна  | 13       | 3        |
|              | Полтавець Валентин Миколайович      | 18 квітня 1975    | Україна  | 23       | 4        |
|              | Ротань Руслан Петрович              | 29 жовтня 1981    | Україна  | 7        | 0        |
|              | Спєвак Андрій Олександрович         | 4 січня 1976      | Україна  | 21       | 3        |
|              | Тарасенко Віталій Юрійович          | 10 квітня 1980    | Україна  | 2        | 0        |
|              | Шелаєв Олег Миколайович             | 5 листопада 1976  | Україна  | 22       | 6        |
| Нападники    |                                     |                   |          |          |          |
|              | Головко Андрій Валентинович         | 5 серпня 1977     | Україна  | 12       | 1        |
|              | Грицай Олег Анатолійович            | 26 вересня 1974   | Україна  | 5        | 1        |
|              | Мазяр Володимир Іванович            | 28 вересня 1977   | Україна  | 13       | 4        |
|              | Поцхверія Михайло Іванович          | 12 серпня 1975    | Грузія   | 7        | 0        |
|              | Сібіряков Сергій Олександрович      | 1 січня 1982      | Україна  | 1        | 0        |
|              | Слабишев Юрій Олександрович         | 6 жовтня 1979     | Україна  | 6        | 0        |
|              | Шевцов Сергій Анатолійович          | 31 грудня 1975    | Україна  | 2        | 0        |

## «Карпати» (Львів)
Головні тренери: Лев Броварський (24 матчі), Степан Юрчишин (2 матчі)
| №            | Футболіст                          | Дата народження   | Країна   | Ігри     | Голи     |
| Воротарі     | Воротарі                           | Воротарі          | Воротарі | Воротарі | Воротарі |
| ------------ | ---------------------------------- | ----------------- | -------- | -------- | -------- |
|              | Венчак Олег Васильович             | 25 січня 1978     | Україна  | 2        | 4п       |
|              | Стронціцький Богдан Едуардович     | 13 січня 1968     | Україна  | 11       | 12п      |
|              | Тлумак Андрій Богданович           | 7 березня 1979    | Україна  | 14       | 26п      |
| Захисники    |                                    |                   |          |          |          |
|              | Вільчинський Володимир Нестерович  | 1 травня 1967     | Україна  | 25       | 2        |
|              | Гречаний Василь Володимирович      | 23 січня 1975     | Україна  | 1        | 0        |
|              | Даниловський Сергій Юрійович       | 20 серпня 1981    | Україна  | 13       | 0        |
|              | Донець Андрій Анатолійович         | 3 січня 1981      | Україна  | 9        | 0        |
|              | Іванський Любомир Михайлович       | 11 січня 1983     | Україна  | 1        | 0        |
|              | Іщенко Микола Анатолійович         | 9 березня 1983    | Україна  | 1        | 0        |
|              | Лакомський Володимир Володимирович | 8 серпня 1980     | Україна  | 1        | 0        |
|              | Павлюх Іван Богданович             | 12 серпня 1976    | Україна  | 15       | 0        |
|              | Старовик Віталій Вікторович        | 3 вересня 1978    | Україна  | 3        | 0        |
|              | Тимчишин Олег Миронович            | 8 липня 1977      | Україна  | 12       | 0        |
|              | Шукатка Віталій Йосипович          | 17 квітня 1973    | Україна  | 10       | 0        |
| Півзахисники |                                    |                   |          |          |          |
|              | Вовчук Любомир Євгенович           | 26 серпня 1969    | Україна  | 24       | 1        |
|              | Гнатів Роман Михайлович            | 1 листопада 1973  | Україна  | 5        | 0        |
|              | Гурка Михайло Петрович             | 21 листопада 1975 | Україна  | 12       | 0        |
|              | Єсип Богдан Борисович              | 2 серпня 1978     | Україна  | 12       | 2        |
|              | Закотюк Микола Степанович          | 3 лютого 1975     | Україна  | 9        | 1        |
|              | Зуб Роман Іванович                 | 16 лютого 1967    | Україна  | 1        | 0        |
|              | Луцишин Михайло Михайлович         | 21 листопада 1975 | Україна  | 16       | 0        |
|              | Лучкевич Ігор Валерійович          | 19 листопада 1973 | Україна  | 14       | 1        |
|              | Назаров Євгеній Миколайович        | 23 січня 1972     | Україна  | 11       | 3        |
|              | Рацький Володимир Богданович       | 27 липня 1980     | Україна  | 6        | 0        |
|              | Толочко Роман Любомирович          | 11 грудня 1968    | Україна  | 20       | 6        |
|              | Уштан Володимир Романович          | 15 грудня 1974    | Україна  | 10       | 0        |
|              | Фамуляк Григорій Васильович        | 1 лютого 1983     | Україна  | 1        | 0        |
|              | Хома Ярослав Богданович            | 17 лютого 1974    | Україна  | 9        | 0        |
|              | Шаран Володимир Богданович         | 18 вересня 1971   | Україна  | 13       | 1        |
| Нападники    |                                    |                   |          |          |          |
|              | Кабанов Тарас Володимирович        | 23 січня 1981     | Україна  | 10       | 1        |
|              | Карабута Олександр Петрович        | 3 березня 1974    | Україна  | 3        | 0        |
|              | Маковей Ігор Юрійович              | 4 вересня 1976    | Україна  | 10       | 3        |
|              | Покладок Андрій Ярославович        | 21 червня 1971    | Україна  | 22       | 4        |
|              | Швед Василь Васильович             | 11 грудня 1971    | Україна  | 26       | 8        |

## «Кривбас» (Кривий Ріг)
Головні тренери: Олег Таран (8 матчів), Геннадій Литовченко (18 матчів)
| №            | Футболіст                          | Дата народження  | Країна   | Ігри     | Голи     |
| Воротарі     | Воротарі                           | Воротарі         | Воротарі | Воротарі | Воротарі |
| ------------ | ---------------------------------- | ---------------- | -------- | -------- | -------- |
|              | Лазарчук Андрій Андрійович         | 27 травня 1982   | Україна  | 5        | 7п       |
|              | Остапенко Олег Володимирович       | 27 жовтня 1977   | Україна  | 12       | 15п      |
|              | Правкін Сергій Миколайович         | 20 січня 1980    | Україна  | 11       | 14п      |
| Захисники    |                                    |                  |          |          |          |
|              | Аніщенко Андрій Анатолійович       | 16 квітня 1975   | Україна  | 14       | 0        |
|              | Горін Олександр Володимирович      | 7 січня 1981     | Росія    | 11       | 1        |
|              | Грановський Олександр Анатолійович | 11 березня 1976  | Україна  | 12       | 0        |
|              | Дорошенко Ігор Миколайович         | 16 січня 1973    | Україна  | 3        | 0        |
|              | Кірюхін Олександр Григорович       | 1 жовтня 1974    | Україна  | 9        | 0        |
|              | Колчін Денис Борисович             | 13 жовтня 1977   | Україна  | 4        | 0        |
|              | Купцов Олексій Сергійович          | 2 вересня 1977   | Україна  | 8        | 0        |
|              | Монахов Антон Олександрович        | 31 січня 1982    | Україна  | 8        | 0        |
|              | Оксимець Андрій Григорович         | 27 вересня 1974  | Україна  | 7        | 0        |
|              | Селезньов Сергій Анатолійович      | 17 лютого 1975   | Україна  | 12       | 0        |
|              | Сухомлинов Владислав Валерійович   | 2 січня 1978     | Україна  | 3        | 0        |
|              | Толкач Олександр Леонідович        | 5 вересня 1971   | Білорусь | 1        | 0        |
|              | Чечер Вячеслав Леонідович          | 15 грудня 1980   | Україна  | 21       | 2        |
| Півзахисники |                                    |                  |          |          |          |
|              | Зотов Олександр Сергійович         | 23 лютого 1975   | Україна  | 8        | 0        |
|              | Йокшас Андрюс                      | 12 січня 1979    | Литва    | 1        | 0        |
|              | Колодін Дмитро Вікторович          | 12 квітня 1978   | Україна  | 3        | 0        |
|              | Кріулін Станіслав Володимирович    | 18 квітня 1975   | Україна  | 3        | 0        |
|              | Мізін Сергій Григорович            | 25 вересня 1972  | Україна  | 12       | 3        |
|              | Платонов Валентин Вікторович       | 15 січня 1977    | Україна  | 19       | 0        |
|              | Пономаренко Володимир Миколайович  | 29 жовтня 1972   | Україна  | 18       | 0        |
|              | Русол Андрій Анатолійович          | 16 січня 1983    | Україна  | 9        | 0        |
|              | Сімаков Олег Олександрович         | 3 січня 1976     | Росія    | 17       | 1        |
|              | Сухорученко Сергій Григорович      | 25 вересня 1974  | Україна  | 8        | 1        |
|              | Якименко Олексій Володимирович     | 22 жовтня 1974   | Україна  | 10       | 0        |
| Нападники    |                                    |                  |          |          |          |
|              | Герасименко Андрій Олександрович   | 8 січня 1981     | Україна  | 5        | 0        |
|              | Гецко Іван Михайлович              | 6 квітня 1968    | Україна  | 10       | 7        |
|              | Гребінюк Олександр Вікторович      | 23 червня 1981   | Україна  | 20       | 0        |
|              | Кайдарашвілі Олександр             | 2 листопада 1978 | Грузія   | 4        | 0        |
|              | Маковей Ігор Юрійович              | 4 вересня 1976   | Україна  | 11       | 3        |
|              | Паляниця Олександр Віталійович     | 29 лютого 1972   | Україна  | 12       | 1        |
|              | Попов Василь Юрійович              | 11 січня 1979    | Україна  | 3        | 0        |
|              | Римшин Євген Леонідович            | 16 червня 1976   | Україна  | 22       | 2        |
|              | Сторожев Сергій Леонідович         | 9 липня 1980     | Україна  | 2        | 0        |
|              | Щекотилін Геннадій Анатолійович    | 28 липня 1974    | Україна  | 8        | 1        |

## «Металіст» (Харків)
Головні тренери: Леонід Ткаченко (13 матчів), Віталій Шаличев (12 матчів), Віктор Удовенко (1 матч)
| №            | Футболіст                           | Дата народження   | Країна   | Ігри     | Голи     |
| Воротарі     | Воротарі                            | Воротарі          | Воротарі | Воротарі | Воротарі |
| ------------ | ----------------------------------- | ----------------- | -------- | -------- | -------- |
|              | Богодєлов Вячеслав Павлович         | 7 жовтня 1969     | Україна  | 1        | 2п       |
|              | Горяінов Олександр Сергійович       | 29 червня 1975    | Україна  | 25       | 35п      |
| Захисники    |                                     |                   |          |          |          |
|              | Єсін Сергій Олександрович           | 2 квітня 1975     | Україна  | 11       | 0        |
|              | Іваненко Віктор Валерійович         | 5 серпня 1970     | Україна  | 24       | 2        |
|              | Леженцев Сергій Борисович           | 4 серпня 1971     | Україна  | 5        | 0        |
|              | Лукаш Олег Михайлович               | 6 квітня 1972     | Україна  | 1        | 0        |
|              | Пець Роман Васильович               | 21 червня 1969    | Україна  | 22       | 2        |
|              | Тофан Василь Васильович             | 13 лютого 1974    | Україна  | 15       | 0        |
| Півзахисники |                                     |                   |          |          |          |
|              | Гольдін Вадим Якович                | 18 листопада 1972 | Україна  | 13       | 1        |
|              | Назаров Євгеній Миколайович         | 23 січня 1972     | Україна  | 13       | 0        |
|              | Запояска Вячеслав Олексійович       | 24 серпня 1980    | Україна  | 15       | 1        |
|              | Костюков Сергій Миколайович         | 11 вересня 1975   | Україна  | 15       | 0        |
|              | Кравченко Володимир Олександрович   | 24 лютого 1981    | Україна  | 11       | 0        |
|              | Кундєнок Олександр Миколайович      | 11 листопада 1973 | Україна  | 10       | 0        |
|              | Кучер Олег Миколайович              | 17 листопада 1971 | Україна  | 24       | 1        |
|              | Мізін Сергій Григорович             | 25 вересня 1972   | Україна  | 12       | 3        |
|              | Плахотін Ігор Сергійович            | 13 вересня 1974   | Україна  | 13       | 0        |
|              | Погорелов Іван Анатолійович         | 12 березня 1982   | Україна  | 1        | 0        |
|              | Харченко(Жуковський) Вадим Юрійович | 7 грудня 1975     | Україна  | 9        | 0        |
|              | Школьніков Ян Нафтулович            | 14 лютого 1970    | Україна  | 17       | 1        |
|              | Шопін Ігор Вікторович               | 15 червня 1978    | Україна  | 18       | 3        |
| Нападники    |                                     |                   |          |          |          |
|              | Гецко Іван Михайлович               | 6 квітня 1968     | Україна  | 12       | 7        |
|              | Паляниця Олександр Віталійович      | 29 лютого 1972    | Україна  | 12       | 3        |
|              | Подуст Руслан Валерійович           | 21 січня 1981     | Україна  | 4        | 0        |
|              | Попов Василь Юрійович               | 11 січня 1979     | Україна  | 10       | 2        |
|              | Рижих Сергій Володимирович          | 12 вересня 1979   | Україна  | 2        | 0        |
|              | Рудняк Дмитро Геннадійович          | 29 червня 1970    | Україна  | 18       | 1        |
|              | Шевченко Олег Вікторович            | 16 вересня 1978   | Україна  | 15       | 0        |

## «Металург» (Донецьк)
Головний тренер: Семен Альтман
| №            | Футболіст                           | Дата народження  | Країна   | Ігри     | Голи     |
| Воротарі     | Воротарі                            | Воротарі         | Воротарі | Воротарі | Воротарі |
| ------------ | ----------------------------------- | ---------------- | -------- | -------- | -------- |
|              | Альтман Геннадій Семенович          | 22 травня 1979   | Україна  | 1        | 3п       |
|              | Нікітін Андрій Дмитрович            | 8 січня 1972     | Україна  | 10       | 8п       |
|              | Кураєв Андрій Вадимович             | 19 грудня 1972   | Україна  | 15       | 13п      |
| Захисники    |                                     |                  |          |          |          |
|              | Андрієнко Денис Андрійович          | 12 квітня 1980   | Україна  | 13       | 0        |
|              | Булгаков Олексій Володимирович      | 8 вересня 1977   | Україна  | 1        | 0        |
|              | Дмитрієв Сергій Олександрович       | 3 листопада 1978 | Україна  | 13       | 0        |
|              | Дорохов Олександр Олександрович     | 27 січня 1969    | Україна  | 7        | 0        |
|              | Котов Євген Валентинович            | 10 серпня 1978   | Україна  | 12       | 1        |
|              | Купцов Андрій Сергійович            | 23 січня 1971    | Україна  | 9        | 1        |
|              | Мартюк Олександр Леонідович         | 24 липня 1972    | Україна  | 24       | 1        |
|              | Осадчий Сергій Миколайович          | 30 жовтня 1970   | Україна  | 25       | 3        |
|              | Пятенко Володимир Миколайович       | 9 вересня 1974   | Україна  | 3        | 1        |
|              | Яксманицький Володимир Іванович     | 4 лютого 1977    | Україна  | 25       | 5        |
| Півзахисники |                                     |                  |          |          |          |
|              | Воскобойник Олександр Володимирович | 26 січня 1976    | Україна  | 15       | 0        |
|              | Зав'ялов Андрій Олександрович       | 2 січня 1971     | Україна  | 18       | 1        |
|              | Згура Сергій Олександрович          | 3 листопада 1977 | Україна  | 8        | 1        |
|              | Коваленко Олександр Олександрович   | 24 березня 1976  | Україна  | 17       | 1        |
|              | Ковальов Альберт Сергійович         | 4 березня 1971   | Україна  | 23       | 1        |
|              | Мартинов Володимир Володимирович    | 6 квітня 1976    | Україна  | 4        | 0        |
|              | Санжар Роман Миколайович            | 28 травня 1979   | Україна  | 1        | 0        |
|              | Шищенко Сергій Юрійович             | 13 січня 1976    | Україна  | 26       | 0        |
| Нападники    |                                     |                  |          |          |          |
|              | Данченко Юрій Володимирович         | 9 серпня 1979    | Україна  | 9        | 0        |
|              | Дранов Сергій Геннадійович          | 1 вересня 1977   | Україна  | 22       | 6        |
|              | Кріпак Яків Вікторович              | 13 червня 1978   | Україна  | 4        | 0        |
|              | Мінтенко Віталій Георгійович        | 29 жовтня 1972   | Україна  | 18       | 2        |
|              | Пилипчук Роман Михайлович           | 27 квітня 1967   | Україна  | 24       | 6        |
|              | Саву Маріан                         | 11 жовтня 1972   | Румунія  | 5        | 0        |
|              | Севідов Олександр Володимирович     | 18 липня 1969    | Україна  | 1        | 0        |

## «Металург» (Запоріжжя)
Головні тренери: Мирон Маркевич (24 матчі), Володимир Атаманюк (2 матчі)
| №            | Футболіст                        | Дата народження   | Країна    | Ігри     | Голи     |
| Воротарі     | Воротарі                         | Воротарі          | Воротарі  | Воротарі | Воротарі |
| ------------ | -------------------------------- | ----------------- | --------- | -------- | -------- |
|              | Глущенко Андрій Олександрович    | 18 березня 1974   | Україна   | 12       | 15п      |
|              | Гребенюк Тарас Олександрович     | 23 серпня 1971    | Україна   | 15       | 16п      |
| Захисники    |                                  |                   |           |          |          |
|              | Беньо Юрій Володимирович         | 25 квітня 1974    | Україна   | 24       | 1        |
|              | Бугай Сергій Іванович            | 29 вересня 1972   | Україна   | 17       | 2        |
|              | Лавриненко Сергій Дмитрович      | 17 лютого 1975    | Україна   | 18       | 0        |
|              | Ратій Олег Борисович             | 5 липня 1970      | Україна   | 18       | 0        |
|              | Скиш Віталій Володимирович       | 23 серпня 1971    | Україна   | 12       | 2        |
|              | Чижевський Олександр Арсенійович | 27 травня 1971    | Україна   | 22       | 0        |
|              | Шаповалов Валерій Валерійович    | 27 серпня 1976    | Україна   | 5        | 0        |
| Півзахисники |                                  |                   |           |          |          |
|              | Акопян Армен Антонович           | 15 січня 1980     | Україна   | 22       | 3        |
|              | Богатир Іван Олександрович       | 24 квітня 1975    | Україна   | 21       | 0        |
|              | Демченко Андрій Анатолійович     | 20 серпня 1976    | Україна   | 24       | 6        |
|              | Заяць Вадим Григорович           | 1 червня 1974     | Україна   | 12       | 0        |
|              | Іващенко Валерій Володимирович   | 25 листопада 1980 | Україна   | 2        | 0        |
|              | Ковалець Сергій Іванович         | 5 вересня 1968    | Україна   | 21       | 3        |
|              | Конюшенко Андрій Вікторович      | 2 квітня 1977     | Україна   | 5        | 0        |
|              | Лапко Микола Романович           | 11 жовтня 1976    | Україна   | 9        | 0        |
|              | Матвєєв Олег Юрійович            | 18 серпня 1970    | Україна   | 20       | 2        |
|              | Мельник Віктор Володимирович     | 11 серпня 1980    | Україна   | 2        | 0        |
|              | Олексієнко Іван Іванович         | 5 листопада 1979  | Україна   | 3        | 0        |
|              | Пірву Іонел Антонел              | 23 червня 1970    | Румунія   | 21       | 2        |
|              | Смірнов Денис Анатолійович       | 18 червня 1975    | Україна   | 4        | 1        |
|              | Черевань Андрій Валерійович      | 13 квітня 1975    | Україна   | 5        | 1        |
| Нападники    |                                  |                   |           |          |          |
|              | Бастон Євген Даніель             | 7 червня 1973     | Румунія   | 22       | 4        |
|              | Васілєвич Ацо                    | 25 вересня 1973   | Югославія | 2        | 0        |
|              | Ільяшов Андрій Степанович        | 20 грудня 1982    | Україна   | 4        | 0        |
|              | Микуляк Олександр Васильович     | 29 грудня 1976    | Україна   | 3        | 0        |
|              | Шпак Андрій Володимирович        | 25 жовтня 1978    | Україна   | 14       | 0        |

## «Металург» (Маріуполь)
Головний тренер: Микола Павлов
| №            | Футболіст                         | Дата народження   | Країна   | Ігри     | Голи     |
| Воротарі     | Воротарі                          | Воротарі          | Воротарі | Воротарі | Воротарі |
| ------------ | --------------------------------- | ----------------- | -------- | -------- | -------- |
|              | Тарахтій Андрій Володимирович     | 11 липня 1969     | Україна  | 2        | 4п       |
|              | Шуховцев Ігор Вікторович          | 13 липня 1971     | Україна  | 24       | 22п      |
| Захисники    |                                   |                   |          |          |          |
|              | Анікеєв Володимир Юрійович        | 16 січня 1976     | Україна  | 26       | 1        |
|              | Булгаков Олексій Володимирович    | 8 вересня 1977    | Україна  | 11       | 0        |
|              | Дірявка Сергій Георгійович        | 18 квітня 1971    | Україна  | 24       | 0        |
|              | Мітін Сергій Анатолійович         | 27 липня 1977     | Україна  | 1        | 0        |
|              | Русановський Роман Євгенович      | 8 жовтня 1972     | Україна  | 26       | 0        |
|              | Таран Євген Миколайович           | 11 квітня 1980    | Україна  | 12       | 0        |
| Півзахисники |                                   |                   |          |          |          |
|              | Артеменко Сергій Володимирович    | 17 вересня 1976   | Україна  | 11       | 2        |
|              | Браіла Володимир Леонідович       | 21 серпня 1978    | Україна  | 9        | 0        |
|              | Гончаренко Сергій Григорович      | 24 квітня 1974    | Україна  | 18       | 0        |
|              | Кілікевич Володимир Володимирович | 30 листопада 1983 | Україна  | 9        | 0        |
|              | Колесник Сергій Олександрович     | 1 січня 1979      | Україна  | 12       | 1        |
|              | Котюк Андрій Валерійович          | 3 вересня 1976    | Україна  | 5        | 0        |
|              | Механошин Олександр Михайлович    | 14 липня 1971     | Україна  | 20       | 0        |
|              | Пантілов Віталій Олексійович      | 18 серпня 1970    | Україна  | 15       | 0        |
|              | Плотко Ігор Володимирович         | 9 червня 1966     | Україна  | 10       | 0        |
|              | Рикун Олександр Валерійович       | 6 травня 1978     | Україна  | 25       | 11       |
|              | Сахаров Костянтин Анатолійович    | 9 вересня 1971    | Україна  | 26       | 0        |
|              | Солов'єнко Юрій Леонідович        | 20 січня 1971     | Україна  | 1        | 0        |
| Нападники    |                                   |                   |          |          |          |
|              | Бабич Костянтин Миколайович       | 6 травня 1975     | Україна  | 24       | 6        |
|              | Гайдаш Олександр Миколайович      | 7 серпня 1967     | Україна  | 16       | 4        |
|              | Духно Анатолій Іванович           | 15 червня 1977    | Україна  | 2        | 0        |
|              | Молокуцько Степан Костянтинович   | 18 серпня 1979    | Україна  | 22       | 9        |

## «Нива» (Тернопіль)
Головні тренери: Валерій Богуславський (8 матчів), Ігор Яворський (7 матчів), Ігор Біскуп (11 матчів)
| №            | Футболіст                       | Дата народження   | Країна     | Ігри     | Голи     |
| Воротарі     | Воротарі                        | Воротарі          | Воротарі   | Воротарі | Воротарі |
| ------------ | ------------------------------- | ----------------- | ---------- | -------- | -------- |
|              | Гурін Роман Вікторович          | 9 травня 1981     | Україна    | 7        | 17п      |
|              | Лосєв Геннадій Іванович         | 24 січня 1967     | Україна    | 8        | 23п      |
|              | Нікітенко Юрій Миколайович      | 28 березня 1974   | Україна    | 9        | 12п      |
|              | Сіротін Павло Анатолійович      | 29 вересня 1967   | Киргизстан | 4        | 13п      |
| Захисники    |                                 |                   |            |          |          |
|              | Антонюк Олександр Андрійович    | 29 січня 1979     | Україна    | 8        | 0        |
|              | Біскуп Ігор Іванович            | 11 серпня 1960    | Україна    | 4        | 0        |
|              | Лапа Микола Петрович            | 4 грудня 1972     | Україна    | 11       | 0        |
|              | Михайлів Євгеній Євгенійович    | 6 квітня 1974     | Україна    | 11       | 0        |
|              | Павліш Тарас Романович          | 14 жовтня 1970    | Україна    | 14       | 1        |
|              | Розгон Віталій Вікторович       | 23 березня 1980   | Україна    | 12       | 0        |
|              | Соколюк-Орел Андрій Леонідович  | 5 серпня 1978     | Україна    | 3        | 0        |
|              | Сорока Роман Ігорович           | 16 серпня 1977    | Україна    | 3        | 0        |
|              | Сталєв Станімір Міхайлов        | 10 листопада 1979 | Болгарія   | 11       | 0        |
|              | Сушка Ігор Володимирович        | 4 вересня 1969    | Україна    | 17       | 0        |
|              | Филипенко Павло Олексійович     | 27 квітня 1974    | Україна    | 22       | 2        |
|              | Шиманський Сергій Михайлович    | 29 листопада 1976 | Україна    | 12       | 0        |
| Півзахисники |                                 |                   |            |          |          |
|              | Гвіанідзе Автанділ Отарович     | 23 серпня 1974    | Україна    | 14       | 1        |
|              | Дгебуадзе Кахабер Віссаріонович | 26 лютого 1972    | Грузія     | 12       | 2        |
|              | Капанадзе Таріел Давидович      | 1 грудня 1962     | Грузія     | 16       | 1        |
|              | Колєв Васіл Йорданов            | 19 жовтня 1975    | Болгарія   | 7        | 1        |
|              | Кривий Сергій Петрович          | 3 жовтня 1977     | Україна    | 9        | 0        |
|              | Лемішко Костянтин Львович       | 8 травня 1974     | Україна    | 10       | 0        |
|              | Мазур Дмитро Анатолійович       | 17 березня 1967   | Україна    | 15       | 1        |
|              | Николайчук Матвій Михайлович    | 9 серпня 1974     | Україна    | 16       | 1        |
|              | Угрехелідзе Тенгіз              | 29 липня 1981     | Україна    | 5        | 0        |
|              | Шайда Сергій Семенович          | 23 вересня 1980   | Україна    | 9        | 0        |
| Нападники    |                                 |                   |            |          |          |
|              | Ждаха Олександр Олександрович   | 13 травня 1982    | Україна    | 6        | 0        |
|              | Капанадзе Автанділ Давидович    | 1 грудня 1962     | Грузія     | 15       | 5        |
|              | Літинський Тарас Зіновійович    | 14 квітня 1981    | Україна    | 17       | 1        |
|              | Нейчев Юліян Нейчев             | 27 серпня 1970    | Болгарія   | 6        | 1        |
|              | Пташник Анатолій Ігорович       | 5 липня 1981      | Україна    | 4        | 0        |
|              | Рибак Василь Іванович           | 2 листопада 1983  | Україна    | 3        | 0        |
|              | Сіхарулідзе Автанділ Тамазович  | 14 листопада 1975 | Грузія     | 5        | 0        |
|              | Хоменко Сергій Леонідович       | 25 жовтня 1977    | Україна    | 15       | 2        |
|              | Чомахідзе Шота                  | 17 листопада 1978 | Грузія     | 15       | 1        |
|              | Шенгелія Іраклій Атарович       | 13 квітня 1981    | Грузія     | 1        | 0        |

## «Сталь» (Алчевськ)
Головний тренер: Анатолій Волобуєв
| №            | Футболіст                          | Дата народження   | Країна               | Ігри     | Голи     |
| Воротарі     | Воротарі                           | Воротарі          | Воротарі             | Воротарі | Воротарі |
| ------------ | ---------------------------------- | ----------------- | -------------------- | -------- | -------- |
|              | Ногін Олександр Васильович         | 10 грудня 1970    | Україна              | 14       | 21п      |
|              | Старцев Вадим Володимирович        | 22 березня 1978   | Україна              | 12       | 28п      |
| Захисники    |                                    |                   |                      |          |          |
|              | Бабій Олександр Миколайович        | 9 липня 1968      | Україна              | 12       | 2        |
|              | Ветренніков Сергій Юрійович        | 24 березня 1976   | Україна              | 11       | 0        |
|              | Демірчян Оганес Самвелович         | 18 травня 1975    | Вірменія             | 5        | 0        |
|              | Котов Євген Валентинович           | 10 серпня 1978    | Україна              | 13       | 1        |
|              | Манько Євген Валентинович          | 14 жовтня 1971    | Україна              | 22       | 0        |
|              | Маркін Юрій Володимирович          | 19 січня 1971     | Україна              | 8        | 0        |
|              | Матвійчук Олександр Вікторович     | 2 лютого 1977     | Україна              | 6        | 0        |
|              | Полушин Сергій Миколайович         | 4 січня 1970      | Україна              | 25       | 0        |
|              | Скіндеріс Маріус                   | 13 жовтня 1974    | Литва                | 10       | 2        |
|              | Тица Сергей                        | 13 серпня 1974    | Боснія і Герцеговина | 7        | 0        |
|              | Федорченко Артем Володимирович     | 13 квітня 1980    | Україна              | 12       | 0        |
|              | Хістєв Сергій Олександрович        | 30 червня 1981    | Україна              | 2        | 0        |
| Півзахисники |                                    |                   |                      |          |          |
|              | Акобян Ара                         | 4 листопада 1980  | Вірменія             | 13       | 1        |
|              | Божко Сергій Юрійович              | 3 березня 1973    | Україна              | 22       | 3        |
|              | Бугаков Олег Петрович              | 12 січня 1973     | Україна              | 6        | 0        |
|              | Вертелецький Анатолій Анатолійович | 16 серпня 1975    | Україна              | 25       | 1        |
|              | Дуднік Юрій Володимирович          | 26 вересня 1968   | Україна              | 8        | 0        |
|              | Ключик Сергій Леонідович           | 27 серпня 1973    | Україна              | 9        | 1        |
|              | Кучирка Роман Михайлович           | 18 січня 1973     | Україна              | 13       | 0        |
|              | Плотников Вадим Вячеславович       | 12 квітня 1968    | Україна              | 10       | 0        |
|              | Танурков Володимир Іванович        | 27 листопада 1977 | Молдова              | 6        | 0        |
|              | Цвік Андрій Степанович             | 9 лютого 1971     | Україна              | 14       | 1        |
| Нападники    |                                    |                   |                      |          |          |
|              | Ареф'єв Віктор Леонідович          | 23 січня 1975     | Україна              | 19       | 3        |
|              | Бойко Дмитро В'ячеславович         | 30 вересня 1981   | Україна              | 2        | 0        |
|              | Данченко Юрій Володимирович        | 9 серпня 1979     | Україна              | 2        | 0        |
|              | Кріпак Яків Вікторович             | 13 червня 1978    | Україна              | 11       | 2        |
|              | Лопаткін Артем Євгенович           | 8 серпня 1975     | Україна              | 21       | 1        |
|              | Моргунов Олексій Борисович         | 7 березня 1975    | Україна              | 17       | 0        |

## «Таврія» (Сімферополь)
Головні тренери: Олександр Іщенко (24 матчі), Валерій Петров (2 матчі)
| №            | Футболіст                          | Дата народження   | Країна       | Ігри     | Голи     |
| Воротарі     | Воротарі                           | Воротарі          | Воротарі     | Воротарі | Воротарі |
| ------------ | ---------------------------------- | ----------------- | ------------ | -------- | -------- |
|              | Величко Сергій Миколайович         | 9 серпня 1976     | Україна      | 12       | 12п      |
|              | Романенко Всеволод Вадимович       | 24 березня 1977   | Україна      | 14       | 19п      |
| Захисники    |                                    |                   |              |          |          |
|              | Андрієнко Денис Андрійович         | 12 квітня 1980    | Україна      | 1        | 0        |
|              | Бойцан Олександр Володимирович     | 20 жовтня 1973    | Україна      | 12       | 0        |
|              | Ветренніков Сергій Юрійович        | 24 березня 1976   | Україна      | 7        | 0        |
|              | Дем'яненко Дмитро Володимирович    | 11 червня 1969    | Україна      | 2        | 0        |
|              | Донюшкін Юрій Олексійович          | 27 січня 1976     | Україна      | 22       | 0        |
|              | Єсін Сергій Олександрович          | 2 квітня 1975     | Україна      | 1        | 0        |
|              | Назаров Дмитро Аркадійович         | 3 серпня 1977     | Україна      | 24       | 0        |
|              | Куций Павло Павлович               | 18 серпня 1978    | Україна      | 18       | 0        |
|              | Левченко Віталій Григорович        | 28 березня 1972   | Таджикистан  | 8        | 0        |
|              | Опарін Андрій Станіславович        | 27 травня 1968    | Україна      | 21       | 0        |
|              | Поляков Борис Маркович             | 8 грудня 1976     | Україна      | 19       | 0        |
|              | Хоменко Ігор Юрійович              | 18 квітня 1976    | Україна      | 11       | 1        |
| Півзахисники |                                    |                   |              |          |          |
|              | Ключик Сергій Леонідович           | 27 серпня 1973    | Україна      | 11       | 2        |
|              | Косенко Олексій Юрійович           | 9 березня 1975    | Україна      | 4        | 0        |
|              | Кравченко Віктор Миколайович       | 10 січня 1976     | Україна      | 18       | 0        |
|              | Кундєнок Олександр Миколайович     | 11 листопада 1973 | Україна      | 5        | 0        |
|              | Митрофанов Олександр Володимирович | 1 листопада 1977  | Україна      | 21       | 1        |
|              | Трапаідзе Гоча Важайович           | 9 травня 1976     | Грузія       | 24       | 4        |
|              | Фокін Юрій Тенгісович              | 3 січня 1966      | Україна      | 22       | 1        |
| Нападники    |                                    |                   |              |          |          |
|              | Антюхін Олексій Володимирович      | 25 листопада 1971 | Україна      | 9        | 6        |
|              | Борисенко Сергій Миколайович       | 17 квітня 1974    | Україна      | 9        | 0        |
|              | Гігіадзе Васіл                     | 3 червня 1977     | Грузія       | 19       | 5        |
|              | Грачов Олексій Вікторович          | 5 березня 1969    | Україна      | 1        | 0        |
|              | Кислов Ігор Миколайович            | 19 липня 1966     | Туркменістан | 24       | 4        |
|              | Коссе Володимир Дмитрович          | 30 вересня 1967   | Молдова      | 11       | 0        |
|              | Мочуляк Олег Леонідович            | 27 вересня 1974   | Україна      | 8        | 0        |
|              | Увакве Учечукву                    | 3 липня 1979      | Нігерія      | 1        | 0        |

## ЦСКА (Київ)
Головний тренер: Михайло Фоменко
| №            | Футболіст                        | Дата народження   | Країна      | Ігри     | Голи     |
| Воротарі     | Воротарі                         | Воротарі          | Воротарі    | Воротарі | Воротарі |
| ------------ | -------------------------------- | ----------------- | ----------- | -------- | -------- |
|              | Рева Віталій Григорович          | 19 листопада 1974 | Україна     | 26       | 23п      |
| Захисники    |                                  |                   |             |          |          |
|              | Анненков Андрій Михайлович       | 21 січня 1969     | Україна     | 20       | 0        |
|              | Балицький Віталій Вікторович     | 22 серпня 1978    | Україна     | 14       | 0        |
|              | Білозор Сергій Володимирович     | 15 липня 1979     | Україна     | 24       | 0        |
|              | Волосянко Микола Миколайович     | 13 березня 1972   | Україна     | 26       | 1        |
|              | Дітковський Сергій Станіславович | 16 квітня 1979    | Україна     | 1        | 0        |
|              | Євтушок Олександр Васильович     | 11 жовтня 1970    | Україна     | 12       | 1        |
|              | Левченко Віталій Григорович      | 28 березня 1972   | Таджикистан | 3        | 0        |
|              | Мальцев Олександр Володимирович  | 30 жовтня 1975    | Україна     | 11       | 1        |
|              | Мацігура Володимир Васильович    | 14 травня 1975    | Україна     | 5        | 0        |
|              | Поліщук Володимир Васильович     | 29 жовтня 1974    | Україна     | 17       | 0        |
|              | Ревут Сергій Анатолійович        | 25 лютого 1971    | Україна     | 11       | 0        |
|              | Селезньов Сергій Анатолійович    | 17 лютого 1975    | Україна     | 1        | 0        |
| Півзахисники |                                  |                   |             |          |          |
|              | Дараселія Віталій Віталійович    | 27 жовтня 1978    | Грузія      | 1        | 0        |
|              | Закарлюка Сергій Володимирович   | 17 серпня 1976    | Україна     | 23       | 7        |
|              | Кірлік Андрій Яношевич           | 21 листопада 1974 | Україна     | 24       | 4        |
|              | Маковський Михайло Михайлович    | 23 квітня 1977    | Білорусь    | 1        | 0        |
|              | Мікадзе Леван                    | 13 серпня 1973    | Грузія      | 9        | 0        |
|              | Олексієнко Олександр Миколайович | 13 травня 1979    | Україна     | 11       | 2        |
|              | Поляруш Олег Миколайович         | 10 вересня 1977   | Україна     | 12       | 0        |
|              | Сернецький Сергій Миколайович    | 30 серпня 1981    | Україна     | 1        | 0        |
|              | Ткаченко Сергій Вікторович       | 10 лютого 1979    | Україна     | 20       | 3        |
| Нападники    |                                  |                   |             |          |          |
|              | Косирін Олександр Михайлович     | 18 червня 1977    | Україна     | 17       | 2        |
|              | Костишин Руслан Володимирович    | 8 січня 1977      | Україна     | 21       | 3        |
|              | Маковскі Владзімір Міхайлавіч    | 23 квітня 1977    | Білорусь    | 7        | 0        |
|              | Монарьов Роман Геннадійович      | 17 січня 1980     | Україна     | 19       | 2        |
|              | Мусолітін Володимир Миколайович  | 11 березня 1973   | Україна     | 12       | 4        |
|              | Пахолюк Роман Васильович         | 3 жовтня 1979     | Україна     | 4        | 0        |

## «Шахтар» (Донецьк)
Головний тренер: Віктор Прокопенко
| №            | Футболіст                       | Дата народження   | Країна   | Ігри     | Голи     |
| Воротарі     | Воротарі                        | Воротарі          | Воротарі | Воротарі | Воротарі |
| ------------ | ------------------------------- | ----------------- | -------- | -------- | -------- |
|              | Вірт Юрій Миколайович           | 4 травня 1974     | Україна  | 26       | 21п      |
| Захисники    |                                 |                   |          |          |          |
|              | Глевецкас Дайнюс Юлюс           | 3 травня 1977     | Литва    | 17       | 0        |
|              | Ндіайе Ассан                    | 1 серпня 1974     | Сенегал  | 11       | 1        |
|              | Окоронкво Ісаак                 | 1 травня 1978     | Нігерія  | 18       | 0        |
|              | Попов Сергій Олександрович      | 22 квітня 1971    | Україна  | 25       | 7        |
|              | Старостяк Михайло Володимирович | 13 жовтня 1973    | Україна  | 23       | 1        |
|              | Шевчук В'ячеслав Анатолійович   | 13 травня 1979    | Україна  | 11       | 0        |
|              | Шмарко Олександр Миколайович    | 12 березня 1969   | Росія    | 3        | 0        |
| Півзахисники |                                 |                   |          |          |          |
|              | Абрамов Віталій Сергійович      | 12 липня 1974     | Росія    | 17       | 0        |
|              | Аліуце Маріан                   | 4 лютого 1978     | Румунія  | 24       | 1        |
|              | Бахарєв Олексій Олександрович   | 12 жовтня 1976    | Україна  | 24       | 2        |
|              | Гай Олексій Анатолійович        | 6 листопада 1982  | Україна  | 3        | 0        |
|              | Зубов Геннадій Олександрович    | 12 вересня 1977   | Україна  | 24       | 9        |
|              | Ковальов Сергій Миколайович     | 22 листопада 1971 | Україна  | 6        | 1        |
|              | Конюшенко Андрій Вікторович     | 2 квітня 1977     | Україна  | 9        | 0        |
|              | Кривенцов Валерій Сергійович    | 31 липня 1973     | Україна  | 7        | 0        |
|              | Орбу Геннадій Григорович        | 23 липня 1970     | Україна  | 2        | 0        |
|              | Пестряков Олег Ігорович         | 5 серпня 1974     | Україна  | 2        | 0        |
|              | Тимощук Анатолій Олександрович  | 30 березня 1979   | Україна  | 25       | 4        |
|              | Хома Ярослав Богданович         | 17 лютого 1974    | Україна  | 1        | 0        |
| Нападники    |                                 |                   |          |          |          |
|              | Агахова Джуліус                 | 12 лютого 1982    | Нігерія  | 8        | 7        |
|              | Ателькін Сергій Валерійович     | 8 січня 1972      | Україна  | 21       | 11       |
|              | Бєлік Олексій Григорович        | 15 лютого 1981    | Україна  | 11       | 2        |
|              | Воробєй Андрій Олексійович      | 29 листопада 1978 | Україна  | 24       | 21       |
|              | Саву Маріан                     | 11 жовтня 1972    | Румунія  | 8        | 3        |
|              | Стрєлков Ігор Сергійович        | 21 березня 1982   | Росія    | 4        | 1        |